# Боско/Гурін
Боско/Гурін (італ. Bosco Gurin) — громада  в Швейцарії в кантоні Тічино, округ Валлемаджа.

## Географія
Громада розташована на відстані близько 110 км на південний схід від Берна, 45 км на захід від Беллінцони.
Боско/Гурін має площу 22 км², з яких на 0,6% дозволяється будівництво (житлове та будівництво доріг), 24,4% використовуються в сільськогосподарських цілях, 30,9% зайнято лісами, 44,1% не є продуктивними (річки, льодовики або гори).

## Демографія
2019 року в громаді мешкало 49 осіб (+2,1% порівняно з 2010 роком), іноземців було 8,2%. Густота населення становила 2 осіб/км².
За віковим діапазоном населення розподілялося таким чином: 6,1% — особи молодші 20 років, 63,3% — особи у віці 20—64 років, 30,6% — особи у віці 65 років та старші. Було 28 помешкань (у середньому 1,8 особи в помешканні).
Із загальної кількості 69 працюючих 11 було зайнятих в первинному секторі, 13 — в обробній промисловості, 45 — в галузі послуг.